# Salomé Breziner
Salomé Breziner of Salome Breziner is een regisseur en scenarioschrijver, bekend door zijn werk voor de film Fast Sofa.

## Filmografie

### Regisseur
- Fast Sofa (2001)
- An Occasional Hell (1996)
- Tollbooth (1994)
- Lift (1992)
- Blue film (1991)

### Scenarioschrijver
- Fast Sofa (2001)
- Tollbooth (1994)
- Lift (1992)